# Đoàn Ổi
Đoàn Ổi (tiếng Trung: 段煨; bính âm: Duàn Wēi, ? – 209), cũng phiên âm Đoàn Ôi, tên tự là Trung Minh (忠明), người quận Vũ Uy, Lương Châu , nhân vật chính trị cuối đời Đông Hán.

## Cuộc đời
Đoàn Ổi là em trai của Thái úy, Tân Phong huyện hầu Đoàn Hài. Ông tính đa nghi, thời Đổng Trác nắm quyền, làm đến Ninh Tập tướng quân, Trung lang tướng. Về sau, Đoàn Ổi được Đổng Trác sai trấn giữ Hoa Âm, chấn hưng nông nghiệp, lại không nhũng nhiễu dân lành, khiến cho trăm họ được an cư lạc nghiệp. Ông từng thu dùng đồng hương là mưu sĩ Giả Hủ, nhưng Hủ thấy mình không được tín nhiệm, bèn bỏ Ổi mà theo Trương Tú.
Năm 195, hai quyền thần Lý Thôi, Quách Dĩ một mặt đánh lẫn nhau, một mặt muốn bức hiếp Hán Hiến đế dời đến quận Hoằng Nông. Hiến Đế vẫn mong nhớ Đông đô Lạc Dương, vì thế chấp nhận lên đường. Xa giá đến Hoa Âm, Đoàn Ổi long trọng đón tiếp ở quân doanh của mình, nhưng ông lại hiềm khích với đại thần hộ giá là Hậu tướng quân Dương Định, nên không dám xuống ngựa, cứ ngồi trên ngựa mà vái chào.
Thị trung Chủng Tập vốn có quan hệ gần gũi với Dương Định, thừa cơ gièm pha ông với Hiến Đế rằng ông muốn tạo phản, nhưng Hiến đế chưa tin. Thái úy Dương Bưu cùng các quan hết sức biện minh giúp Đoàn Ổi. Nhưng Đổng Thừa, Dương Định vẫn không tin tưởng ông nên phao tin rằng: "Quách Dĩ vừa đưa 700 kị binh vào doanh trại của Ổi." Hiến đế tin là thật, bèn nghỉ lại ở bên đường. Dương Định tấn công doanh trại của Đoàn Ổi hơn 10 ngày mà không hạ được. Trong thời gian này, ông vẫn cung ứng lương thực cho Hiến đế và tùy tùng đầy đủ, không hề hai lòng. Lúc này, Lý Thôi, Quách Dĩ thay đổi chủ ý, muốn bắt Hiến đế quay về Trường An ở phía tây, nên đến giúp Đoàn Ổi, quân triều đình thua chạy.
Năm 198, Tào Tháo nhân danh Hán Hiến đế sai Bùi Mậu ban chiếu cho các tướng ở Quan Trung cùng Đoàn Ổi đi đánh Lý Thôi. Ông tiến vào Trường An, chém chết Lý Thôi, đưa đầu cùng hơn 200 người trong gia quyến Lý Thôi về huyện Hứa. Tào Tháo tru di 3 họ của Lý Thôi, nhân danh Hiến Đế phong Đoàn Ổi làm An nam tướng quân, thăng làm Trấn viễn tướng quân, lĩnh chức Bắc Địa thái thú, phong Duyệt Hương hầu.
Dưới thời Tào Tháo nắm quyền, Ổi làm đến Đại hồng lư, Quang lộc đại phu. Năm 209, ông mất, không rõ bao nhiêu tuổi.